# Coronosaurus
Coronosaurus (лат., буквально: коронованный ящер) — род динозавров из подсемейства центрозаврин (Centrosaurinae) семейства цератопсид, живших в кампанском веке. Данный ящер был травоядным, четвероногим, около пяти метров в длину, весом около двух тонн и имел костяной «воротник» и несколько рогов на нём.

## История изучения
Останки Coronosaurus были впервые обнаружены канадским палеоантологом Филиппом Кёрри в формации Олдмэн в Канаде, а его единственный вид Coronosaurus brinkmani был впервые описан в 2005 году как новый вид рода Centrosaurus. Позже учёные поставили под вопрос их прямое взаимоотношение, и в 2012 году вид выделен в отдельный род.

## Описание
Coronosaurus — это цератопсид среднего размера. Исследователь Грегори Пол (en:Gregory S. Paul) в 2010 оценил длину тела ящера в пять метров, а вес — в две тонны. Взрослые особи имели выпуклые надглазничные роговые выступы — своего рода «надбровные рога» над глазами — но они были не настолько длинные, как у зуницератопса, хазмозаврин или более базальных центрозаврин (таких как Albertaceratops или Diabloceratops), и росли в разные стороны над орбитами глаз. У детёнышей данные выступы были пирамидальной формы, с легким смещением в стороны и вверх.
В отличие от других цератопсид, у Coronosaurus имеются ряды костных образований на выступающих частях «воротника». Эти множественные образования развиваются в ходе онтогенеза из отдельных маленьких шипов в крупные, неровно очерченные костные массы. Они находятся по обе стороны близко от середины «воротника», на его кромке и выступающих гребнях. Самые крупные из рожек находятся сверху «воротника», имеют крюкообразную форму и загнуты вперёд. В остальном, этот динозавр наиболее морфологически близок к центрозавру и стиракозавру.

## Систематика
Изначально, описавшие Coronosaurus Райан и Рассел сочли его новым видом центрозавра на основе филогенетического анализа, проводившегося по семнадцати признакам и включавшего девять таксонов. Coronosaurus brinkmani и Centrosaurus apertus были сгруппированы как центрозаврины, а стиракозавр признан более близким к пахиринозавру и оставшимся центрозавринам, нежели к центрозавру. Однако в 2011 учёные (Anthony R. Fiorillo, Ronald S. Tykoski) заново провели анализ Кёрри по большему количеству признаков (54), также включавший C. brinkmani. В результате выяснилось, что C. brinkmani — сестринская группа клады Styracosaurus + C. apertus, а Pachyrhinosaurus и остальные центрозаврины принадлежали к другой ветви.
Позже, в 2011 году, палеонтологи (Farke и др.) провели ещё один анализ, на этот раз по 97 признакам, чтобы определить границы нового таксона, который они назвали Spinops. Обнаружилось, что Spinops состоит в политомии с Centrosaurus apertus, C. brinkmani и Styracosaurus, и C. brinkmani был исключён из анализа, чтобы добиться точности.

## История и название
Останки Coronosaurus известны из двух костяных лож (BB 138 и MRR BB), найденных в верхнем слое формации Олдмэн и обнаруженных Филиппом Кёрри между 1995 и 2000 годами. Большая часть найденного материала была описана как C. brinkmani. Костное ложе BB 138 расположено примерно в пятидесяти километрах от города Брукс в провинции Альберта, в формации Олдмэн, и на 14.6 метров ниже контакта с формацией парка Дайносор. Ложе MRR BB расположено примерно в 180 км к юго-западу от BB 138, и также входит в формацию Олдмэн. Данные отложения относятся к среднему кампанскому ярусу мелового периода. И особи, и окружающие отложения хранятся в Королевском Тиррелловском палеонтологическом музее в Альберте.
Райан и Рассел, описавшие в 2005 типовой экземпляр, поначалу дали ему название Centrosaurus brinkmani — в честь Дональда Бринкмана, палеоантолога, исследовавшего природу мелового периода Альберты. Последующие исследования, впрочем, опровергли монофилию с Centrosaurus apertus посредством филогенетического анализа.